# ژان لوسین ساوی دو تووه
ژان لوسین ساوی دو تووه (انگلیسی: Jean-Lucien Savi de Tové؛ زادهٔ ۷ مهٔ ۱۹۳۹) سیاست‌مدار اهل توگو است. وی از ۳ مه ۲۰۲۵ به‌عنوان رئیس‌جمهور توگو خدمت می‌کند.